# سانتا مارينا
جزيرة سانتا مارينا (بالإسبانية: Isla de Santa Marina) جزيرة إسبانية تقع في بحر كانتابريا، هي تابعة لمنطقة كانتابريا شمال إسبانيا.
تبلغ مساحة جزيرة سانتا مارينا 0,21 كم².